# Defqon.1
Defqon.1 is een Nederlands dancefestival georganiseerd door Q-dance.

## Geschiedenis
Sinds 2011 wordt het festival gehouden op het evenemententerrein in Biddinghuizen naast Walibi Holland in Flevoland. In de jaren 2003 tot en met 2010 vond het festival plaats op het Almeerderstrand. Sinds 2011 is Defqon.1 ook buiten een dag ticket ook een weekendfestival en wordt er ieder jaar een camping naast het festivalterrein opgezet. Het festival wordt georganiseerd door Q-dance. De naam Defqon.1 komt van de Amerikaanse legerterm DEFCON, waarbij DEFCON 1 de hoogste staat van paraatheid is. In Nederland is dat vergelijkbaar met GRIP Rijk.
Tot nu toe is het festival ieder jaar uitverkocht geraakt. Door het grote succes van de camping zijn er de afgelopen twee jaar meer weekendkaarten uitgegeven dan dagkaarten (alleen voor zaterdag). Er is op dit festival een verscheidenheid aan muziekstijlen, alle vallen onder de categorie 'hardere dance'. Onder andere hardstyle en hardcore klinken door de boxen.
Sinds 2022 telt het festival 4 dagen. Het festival begint donderdagavond om 20.00 met 'The Gathering'. Alhoewel er tegenwoordig verschillende stages open zijn tijdens 'The Gathering,' zijn de twee vaste podia 'The Blue' (Hardstyle) en 'The Black' (Hardcore) het grootst.  In 2012 werd dit nog buiten georganiseerd; echter door wettelijke geluidsrestricties vindt het vanaf 2013 plaats in een tent. De Gathering wordt afgesloten door een eindshow genaamd 'The Tribute' op de UV. Op vrijdag begint festivaldag 1, en opent het terrein ook zijn deuren voor de bezoekers met een dagkaart. De tweede festivaldag, de zaterdag wordt afgesloten met een vuurwerkshow, genaamd 'The Saturday Endshow'. Deze duurde vorige edities ongeveer een half uur, maar is met de jaren steeds groter gegroeid. Op zondag voordat het festivalweekend is afgelopen, vindt de 'Closing Ceremony' plaats om het weekend af te sluiten. Ook hier organiseert Q-dance een grote vuurwerkshow, op de maat van de muziek.
Vanaf 2009 tot en met 2018 was er ook een Australische versie, die plaatsvindt in Sydney. De locatie was het Sydney International Regatta Centre in Penrith, dat in 2000 gebouwd werd voor de Olympische Zomerspelen.
In 2015 en 2016 zijn er ook Chileense versies georganiseerd, die plaatsvonden in Santiago. Eind 2016 is echter door Q-dance bekendgemaakt dat zij niet langer een Chileense versie zal organiseren.
In 2019 werd bekend dat de Australische versie dat jaar niet door zou gaan. De locatie zou het festival niet langer willen, dan wel kunnen organiseren. In de editie van 2018 zijn er twee doden gevallen tijdens het festival, mogelijks door drugsgebruik. Hierop heeft het lokale bestuur laten weten er alles aan te doen om het festival niet meer te laten terugkeren. Het is onduidelijk of dat dit de reden is van het annuleren van de editie in 2019. Q-dance laat in een verklaring weten vooralsnog geen andere locatie te hebben gevonden. Het is voor hen niet duidelijk of en zo ja, wanneer, Defqon.1 Australia terugkeert.
In 2020 en 2021 is het festival uitgesteld vanwege de coronapandemie. Wel heeft er in 2020 en 2021 een online editie plaatsgevonden: Defqon.1 at home.
In 2021 werd bekend dat het festival vanaf dat jaar 4 dagen in plaats van 3 dagen zal duren. Het is wel een keer 4 dagen geweest in 2012. Maar vanaf 2021 vindt het festival plaats vanaf donderdagavond tot en met zondag. Ook deze editie werd echter afgelast in verband met de covid-19 pandemie. Zo werd de 2022 editie het eerste jaar dat het festival 4 dagen telde.

## Edities
| Jaar | Thema                                             | Locatie                               | Artiest Anthem                             | Aantal acts | Datum                 |
| ---- | ------------------------------------------------- | ------------------------------------- | ------------------------------------------ | ----------- | --------------------- |
| 2025 | Where Legends Rise                                | Biddinghuizen, Nederland              | Vertile                                    |             | 26, 27, 28 en 29 juni |
| 2024 | Power of the Tribe                                | Biddinghuizen, Nederland              | Sound Rush                                 |             | 27, 28, 29 en 30 juni |
| 2023 | Path of the Warrior                               | Biddinghuizen, Nederland              | Sub Zero Project                           |             | 22, 23, 24 en 25 juni |
| 2022 | Primal Energy                                     | Biddinghuizen, Nederland              | D-Block & S-te-Fan                         |             | 23, 24, 25 en 26 juni |
| 2021 | Primal Energy (Defqon.1 At Home)                  | Biddinghuizen, Nederland              | D-Block & S-te-Fan                         |             | 24, 25, 26 en 27 juni |
| 2020 | Primal Energy (Defqon.1 At Home)                  | Onder andere Biddinghuizen, Nederland | D-Block & S-te-Fan                         |             | 26, 27 en 28 juni     |
| 2019 | One Tribe                                         | Biddinghuizen, Nederland              | KELTEK, Phuture Noize, Sefa                | 218         | 28, 29 en 30 juni     |
| 2018 | Dedicated to the Core (Australische editie)       | Penrith, Australië                    | Coone                                      |             | 15 september          |
| 2018 | Maximum Force                                     | Biddinghuizen, Nederland              | Project One                                | 234         | 22, 23 en 24 juni     |
| 2017 | Eye of The Storm (Australische editie)            | Penrith, Australië                    | D-Block & S-te-Fan                         |             | 16 september          |
| 2017 | Victory Forever                                   | Biddinghuizen, Nederland              | Frequencerz                                |             | 23, 24 en 25 juni     |
| 2016 | Dragonblood (Chileense editie)                    | Santiago, Chili                       | Frontliner                                 |             | 10 december           |
| 2016 | Dragonblood (Australische editie)                 | Penrith, Australië                    | Audiofreq, Code Black & Toneshifterz       |             | 17 september          |
| 2016 | Dragonblood                                       | Biddinghuizen, Nederland              | Bass Modulators                            |             | 24, 25 en 26 juni     |
| 2015 | Unleash The Beast (Chileense editie)              | Santiago, Chili                       | Wildstylez                                 |             | 12 december           |
| 2015 | No Guts, No Glory (Australische editie)           | Penrith, Australië                    | Frontliner & Dillytek                      |             | 18 en 19 september    |
| 2015 | No Guts, No Glory                                 | Biddinghuizen, Nederland              | Ran-D                                      |             | 19, 20 en 21 juni     |
| 2014 | Unleash The Beast (Australische editie)           | Penrith, Australië                    | Code Black                                 |             | 20 september          |
| 2014 | Survival of the Fittest                           | Biddinghuizen, Nederland              | Coone                                      | 279         | 27, 28 en 29 juni     |
| 2013 | Scrap the System (Australische editie)            | Penrith, Australië                    | Brennan Heart                              |             | 14 juni               |
| 2013 | Weekend Warriors                                  | Biddinghuizen, Nederland              | Frontliner                                 | 312         | 21, 22 en 23 juni     |
| 2012 | True Rebel Freedom (Australische editie)          | Penrith, Australië                    | Wildstylez                                 | 48          | 14 en 15 september    |
| 2012 | World of Madness                                  | Biddinghuizen, Nederland              | Noisecontrollers, Headhunterz & Wildstylez | 219         | 21, 22 en 23 juni     |
| 2011 | Psychedelic Wasteland (Australische editie)       | Penrith, Australië                    | Toneshifterz                               | 57          | 18 september          |
| 2011 | Unite                                             | Biddinghuizen, Nederland              | Noisecontrollers                           | 254         | 25 juni               |
| 2010 | Save Your Scrap For Victory (Australische editie) | Penrith, Australië                    | headhunterz                                | 50          | 18 september          |
| 2010 | No Time To Waste                                  | Almeerderstrand, Nederland            | Wildstylez                                 | 122         | 12 juni               |
| 2009 | Maximum Force (Australische editie)               | Penrith, Australië                    | Zany                                       | 60          | 19 september          |
| 2009 | Scrap Attack                                      | Almeerderstrand, Nederland            | Headhunterz                                | 104         | 13 juni               |
| 2008 | Biological Insanity                               | Almeerderstrand, Nederland            | Luna & Deepack                             | 119         | 14 juni               |
| 2007 | Get Wasted                                        | Almeerderstrand, Nederland            | Brennan Heart & JDX                        | 124         | 16 juni               |
| 2006 | Colours of the Harder Styles                      | Almeerderstrand, Nederland            | Showtek                                    | 103         | 17 juni               |
| 2005 | Emergency Call                                    | Almeerderstrand, Nederland            | The Prophet                                | 86          | 18 juni               |
| 2004 | Maximum Force Readiness                           | Almeerderstrand, Nederland            | No official anthem                         | 79          | 19 juni               |
| 2003 | Maximum Force Readiness                           | Almeerderstrand, Nederland            | No official anthem                         | 48          | 14 juni               |

## Podia
Het terrein in Biddinghuizen kent verschillende podia. Elk podium is aan een subgenre gelinkt. Hieronder staan tabellen met daarin de podia van Defqon.1 2019. De editie van 2019 is de eerste editie waarbij podia van plaats en naam veranderen. Op zondag zal de BLUE in de tent van de BLACK zijn. De BLACK verplaatst naar het buitenpodium waar op zaterdag de UV is. De UV verplaatst naar de tent waar op zaterdag de BLUE is.
| BLUE  | Tent | Hardstyle, Raw Hardstyle |
| BLACK | Tent | Hardcore, Frenchcore     |

| RED     | Buiten   | Mainstage, Hardstyle                |
| BLUE    | Megatent | Raw Hardstyle                       |
| BLACK   | Megatent | Hardcore                            |
| U.V.    | Buiten   | Euphoric Hardstyle                  |
| MAGENTA | Buiten   | Early Hardstyle, Hardstyle Classics |
| INDIGO  | Tent     | Extra Raw Hardstyle                 |
| YELLOW  | Buiten   | Frenchcore, Uptempo, Terror         |
| GOLD    | Buiten   | Early Rave, Millennium Hardcore     |
| SILVER  | Buiten   | Industrial Hardcore                 |
| PURPLE  | Tent     | Talent Hardstyle                    |

| RED     | Buiten   | Mainstage, Hardstyle                |
| BLUE    | Megatent | Raw Hardstyle                       |
| BLACK   | Buiten   | Hardcore                            |
| U.V.    | Megatent | Euphoric Hardstyle                  |
| MAGENTA | Buiten   | Early Hardstyle, Hardstyle Classics |
| INDIGO  | Tent     | Extra Raw Hardstyle                 |
| YELLOW  | Buiten   | Frenchcore, Uptempo, Terror         |
| GOLD    | Buiten   | Early Rave, Millennium Hardcore     |
| SILVER  | Buiten   | Industrial Hardcore                 |
| PURPLE  | Tent     | Talent Hardstyle                    |

Sinds 2022 opent defqon. 1 zijn deuren op donderdag en sinds 2023 kwamen de GREEN en ORANGE terug naar het festivalterrein. Hierdoor werd de indeling van de podia verrandert.
| BLUE             | Tent | Hardstyle, Raw Hardstyle            |
| BLACK            | Tent | Hardcore                            |
| INDIGO           | Tent | Extra Raw Hardstyle                 |
| MAGENTE (Silent) | Tent | Early Hardstyle, Hardstyle Classics |

| RED     | Buiten | Mainstage, Hardstyle                |
| BLUE    | Tent   | Hardstyle, Raw Hardstyle            |
| BLACK   | Tent   | Hardcore                            |
| U.V.    | Buiten | Live Acts                           |
| INDIGO  | Buiten | Extra Raw Hardstyle                 |
| MAGENTA | Tent   | Early Hardstyle, Hardstyle Classics |
| GREEN   | Tent   | Hardtechno                          |
| YELLOW  | Buiten | Frenchcore, Uptempo, Terror         |
| GOLD    | Buiten | Early Rave, Millennium Hardcore     |
| ORANGE  | Buiten | Psytrance                           |

| RED     | Buiten | Mainstage, Hardstyle                |
| BLUE    | Tent   | Hardstyle, Raw Hardstyle            |
| BLACK   | Tent   | Hardcore                            |
| U.V.    | Buiten | Euphoric Hardstyle                  |
| INDIGO  | Tent   | Extra Raw Hardstyle                 |
| MAGENTA | Tent   | Early Hardstyle, Hardstyle Classics |
| Silver  | Buiten | Industrial Hardcore                 |
| YELLOW  | Buiten | Frenchcore, Uptempo, Terror         |
| GOLD    | Buiten | Early Rave, Millennium Hardcore     |
| PURPLE  | Buiten | Talent stage                        |

| RED     | Buiten | Mainstage, Hardstyle                |
| BLUE    | Tent   | Hardstyle, Raw Hardstyle            |
| BLACK   | Buiten | Hardcore                            |
| U.V.    | Tent   | Party style                         |
| INDIGO  | Tent   | Extra Raw Hardstyle                 |
| MAGENTA | Tent   | Early Hardstyle, Hardstyle Classics |
| SILVER  | Buiten | Industrial Hardcore                 |
| YELLOW  | Buiten | Frenchcore, Uptempo, Terror         |
| GOLD    | Buiten | Early Rave, Millennium Hardcore     |
| PURPLE  | Buiten | Talent podium                       |

## Klachten over overlast
Het geluid dat tijdens het festival geproduceerd wordt heeft er bij meerdere edities voor gezorgd dat inwoners van de aangrenzende gemeenten Elburg, Nunspeet en Oldebroek overlast ervoeren. In 2019 stapten de 3 gemeenten naar de rechter vanwege een nog ruimere omgevingsvergunning die gemeente Dronten voor de festivaleditie van dat jaar had afgegeven. Bij de editie in 2022 zijn er 4 festivaldagen, maar mag er na 11 uur 's avonds geen harde muziek meer gedraaid worden. Bij de Omgevingsdienst Flevoland & Gooi en Vechtstreek (OFGV) kwamen er desondanks 377 klachten binnen over geluidsoverlast, meer dan 2019.